# Hortipes narcissus
Hortipes narcissus là một loài nhện trong họ Corinnidae.
Loài này thuộc chi Hortipes. Hortipes narcissus được miêu tả năm 2000 bởi Bosselaers & Rudy Jocqué.